# Neptis pallescens
Neptis pallescens är en fjärilsart som beskrevs av Clayton Dissinger Mell 1923. Neptis pallescens ingår i släktet Neptis och familjen praktfjärilar. Inga underarter finns listade i Catalogue of Life.